# 441-es busz
A 441-es jelzésű autóbusz a budapesti agglomerációban közlekedő helyközi járat, a budapesti Stadion autóbusz-pályaudvart és Zsámbokot köti össze. Egyes járatok Jászfényszaruig közlekednek.

## Megállóhelyei
| 0                             | Budapest, Stadion autóbusz-pályaudvar végállomás | 36 | 1, 1A 73, 75, 77, 80 95, 130, 195 396, 397, 398, 399, 400, 402, 410, 412, 414, 422, 424, 430, 432, 434, 435, 436, 437, 438, 439, 440, 442, 485, 486 1020, 1021, 1024, 1031, 1034, 1037, 1039, 1040, 1044, 1045, 1046, 1049, 1050, 1052, 1053, 1054, 1060, 1063, 1066, 1067, 1068, 1069, 1070, 1075, 1076, 1077, 1078 |
| 1                             | Budapest, Örs vezér tere                         | 35 | 3, 62, 62A 80, 81, 82, 82A 10, 31, 32, 44, 45, 67, 85, 85E, 97E, 131, 144, 161, 161A, 161E, 168E, 169E, 174, 176E, 231, 244, 276E, 277 410, 419, 430, 440, 484, 485, 486, 505, 508, 509, 510 1040, 1049, 1070, 1075, 1077, 1078                                                                                      |
| 2                             | Budapest, Nagyicce                               | 34 | 44, 45, 67 410, 440 1040, 1049, 1077, 1078 |
| 3                             | Budapest, Jókai Mór utca (Rendőrség)             | 33 | 44, 46, 92, 92A, 146, 176E, 276E 410, 440 |
| 4                             | Budapest, Mátyásföld Imre utca                   | 32 | 92, 92A, 176E, 276E 410, 440 |
| 5                             | Budapest, Vidámvásár utca                        | 31 | 92, 92A, 174, 175 410, 430, 440, 480 1040, 1049, 1077, 1078 |
| Budapest közigazgatási határa |                                                  |    | |
| 6                             | Kistarcsa, Megyei kórház                         | 30 | 92, 92A 410, 430, 440, 448, 449, 504 |
| 7                             | Kistarcsa, vendéglő                              | 29 | 410, 430, 440, 448, 449, 504 1040, 1049, 1077, 1078 |
| 8                             | Kerepes, Templom tér                             | 28 | 410, 430, 440, 448 1040, 1049, 1077, 1078 |
| 9                             | Gödöllő, autóbusz-állomás                        | 27 | 317, 324, 402, 404, 405, 406, 407, 410, 412, 422, 426, 430, 432, 440, 442, 444, 446, 447, 448, 450, 451, 452, 454, 455, 461, 463, 464, 465, 466, 468, 469, 470, 471, 472, 473, 474, 475, 476, 477, 478, 479 1040, 1049, 1052, 1076, 1077, 1078                                                                       |
| 10                            | Gödöllő, Palotakert                              | 26 | 440, 442, 444, 470, 472, 473 |
| 11                            | Gödöllő, vasútállomás                            | 25 | 440, 442, 444, 446, 447, 448, 465, 466, 470, 472 1076, 1077, 1078 S80 G80 InterRégió, expresszvonat |
| 12                            | Gödöllő, Köztársaság út                          | 24 | 440, 442, 444, 465 |
| 13                            | Gödöllő, Bessenyei György utca                   | 23 | 440, 442, 444, 465 |
| 14                            | Gödöllő, Marika telep                            | 22 | 440, 442, 444, 465 |
| 15                            | Gödöllő, Szárítópuszta                           | 21 | 440, 442, 444, 465 |
| 16                            | Vaskapui út (Kőkereszt)                          | 20 | 440, 442, 444 |
| 17                            | Valkó, vadgazdaság bejárati út                   | 19 | 440, 442, 444 |
| 18                            | Valkó, Erdészet                                  | 18 | 440, 442, 444 1076 |
| 19                            | Valkó, Szabadság út 190.                         | 17 | 440, 442, 444 |
| 20                            | Valkó, Szabadság út 129.                         | 16 | 440, 442, 444 |
| 21                            | Valkó, Isaszegi út                               | 15 | 440, 442, 444 |
| 22                            | Valkó, általános iskola                          | 14 | 440, 442, 444 1076, 1077 |
| 23                            | Valkó, Szabadság út 1.                           | 13 | 440, 442, 444 |
| 24                            | Vácszentlászló, autóbusz-forduló                 | 12 | 440, 442, 444 1076, 1077, 1078 |
| 25                            | Vácszentlászló, Zsámboki út                      | 11 | 440, 442, 444 |
| 26                            | Vácszentlászló, mezőgazdasági major              | 10 | 440, 442, 444 |
| 27                            | Vácszentlászló, víztározó bejárati út            | 9  | 440, 442, 444 |
| 28                            | Zsámbok, József Attila utca 26.                  | 8  | 440, 442, 444 |
| 29                            | Zsámbok, általános iskola végállomás             | 7  | 440, 442, 444, 445, 490, 492 1076, 1077, 1078 |
| 30                            | Jászfényszaru, Menyhárt-tanya                    | 6  | 442, 444 1076, 1077, 1078 |
| 31                            | Galga híd                                        | 5  | 442, 444 1077, 1078 |
| 32                            | Szabadság Termelőszövetkezet                     | 4  | 442, 444 |
| 33                            | Jászfényszaru, autóbusz-váróterem                | 3  | 414, 442, 444, 4681, 4685, 4686 1076, 1077, 1078, 1467 |
| 34                            | Jászfényszaru, 101. számú ABC                    | 2  | 414, 442, 444, 4681, 4685, 4686 1076, 1077, 1467 |
| 35                            | Jászfényszaru, külső iskola                      | 1  | 414, 442, 444, 4681, 4685, 4686 1076, 1077, 1078, 1467 |
| 36                            | Jászfényszaru, Wesselényi utca végállomás        | 0  | 442, 444, 4681, 4685, 4686 1467 |